# Atentado de Nueva York de 2017
El 31 de octubre de 2017, una camioneta fue utilizada como vehículo-ariete sobre un grupo de ciclistas y peatones que transitaban una ciclovía que se extiende en paralelo a la avenida West Side Highway, en Lower Manhattan, en la Ciudad de Nueva York, Estados Unidos. La camioneta se desplazó un kilómetro y medio, causando la muerte de al menos ocho personas y dejando más de una docena de heridos. Entre las víctimas fatales se encontraban cinco turistas argentinos y una belga. Al bajarse del vehículo, el conductor salió aparentemente armado y gritando la frase Al·lahu-àkbar («Alá es el más grande»), para luego ser herido por un disparo de la policía y arrestado con vida. Una bandera del ISIS con una nota que decía «El Estado Islámico vive para siempre» en árabe fueron encontradas en la camioneta.
El perpetrador del atentado, Sayfullo Saipov de 29 años, quien había inmigrado a los Estados Unidos desde Uzbekistán a través del Programa de Lotería de Visas de Diversidad, fue acusado de proveer apoyo material a una organización terrorista y de la destrucción de un vehículo resultando en muerte.
Tres días después del ataque, el Estado Islámico reivindicó el atentado. Aseguraron que la matanza fue obra de uno de sus “soldados del califato”, según la agencia Reuters.

## Ataque

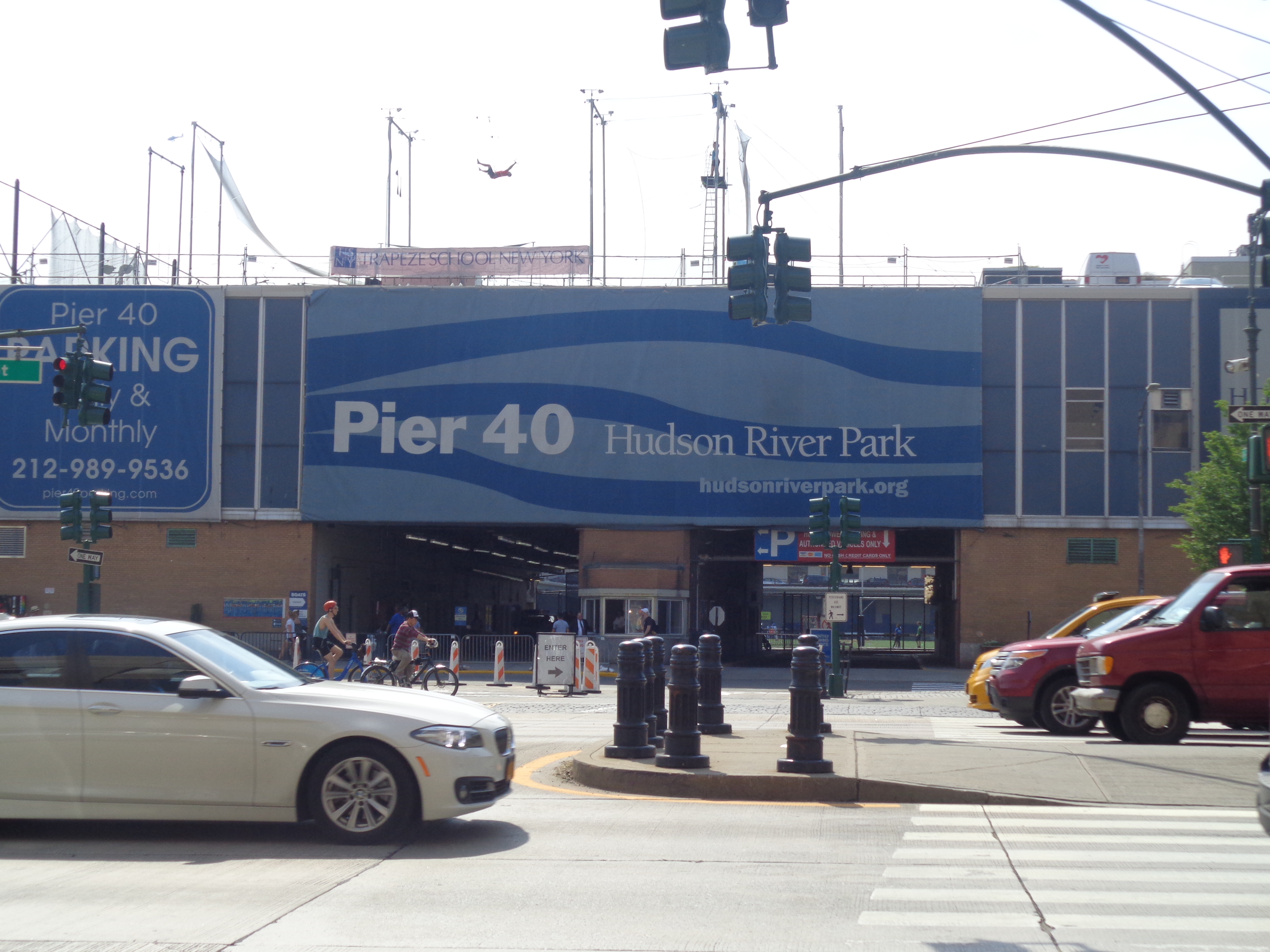
El muelle 40 del río Hudson, el lugar donde comenzó el ataque.

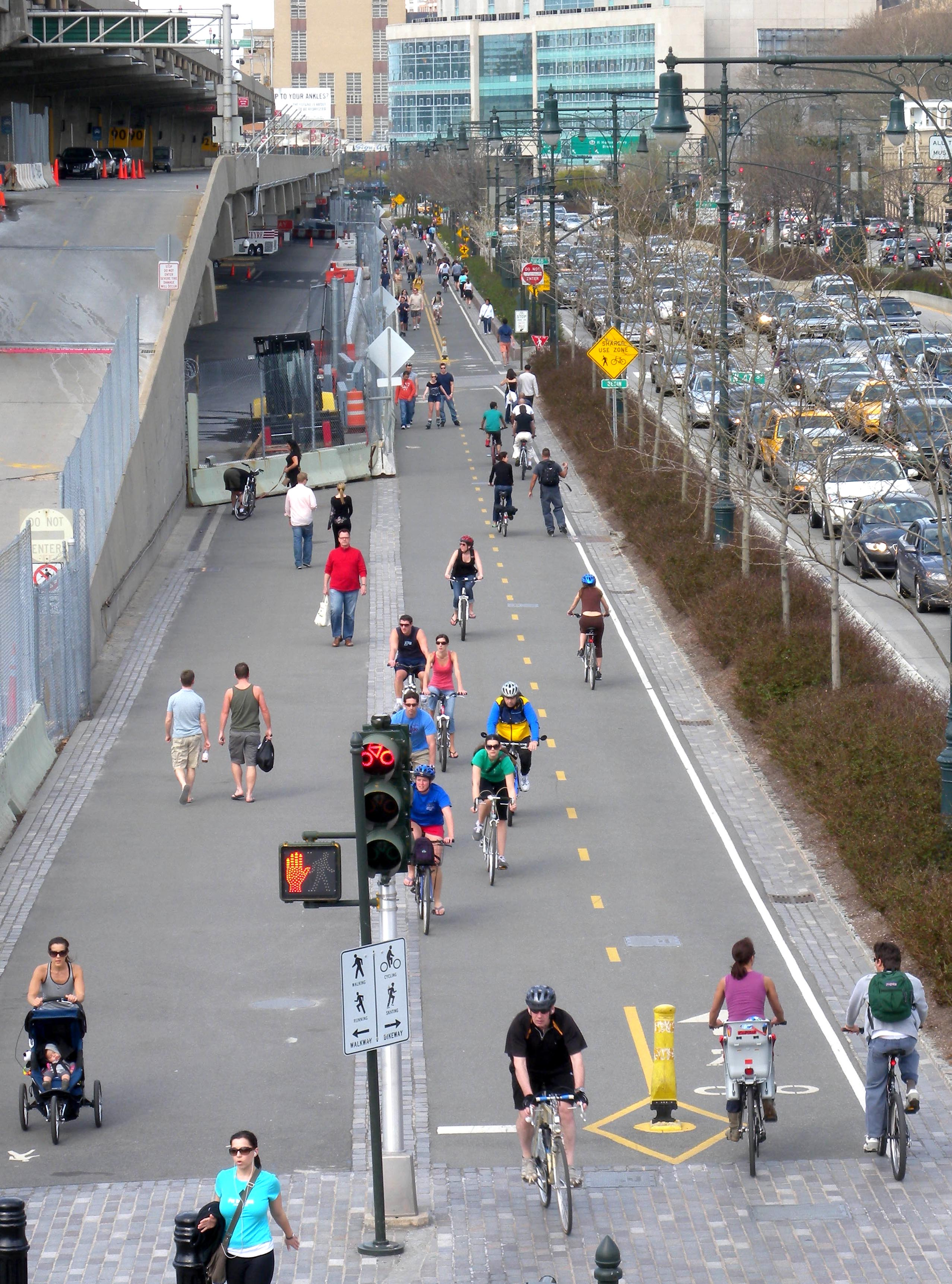
Hudson River Greenway, la ciclovía por la que se desplazó el atacante.

A las 14:06 (UTC-4) del 31 de octubre de 2017, un hombre alquiló una camioneta de una tienda The Home Depot en Passaic, Nueva Jersey. A las 14:43, cruzó el Puente George Washington e ingresó a la ciudad de Nueva York, procediendo hacia el sur a través de la avenida West Side Highway. A las 15:04, en la intersección de la calle Houston cerca del muelle 40 del río Hudson, cambió de dirección hacia Hudson River Greenway, una ciclovía que se extiende en paralelo a la avenida. Allí atropelló a múltiples transeúntes, principalmente ciclistas, y mató a ocho personas e hirió al menos a otra docena durante un trecho de un kilómetro y medio.
El conductor estrelló su vehículo contra un autobús escolar que transportaba estudiantes con necesidades especiales, hiriendo a cuatro personas, y se detuvo cerca de la esquina entre la calle Chambers y West Side Highway, al lado de la escuela Stuyvesant High School. Abandonó la camioneta con armas en las manos, que resultaron ser una marcadora de paintball y un arma de aire comprimido. La policía afirmó que gritó Al·lahu-àkbar («Alá es el más grande») al bajarse del vehículo. El sospechoso recibió un disparo en el abdomen de un oficial del Departamento de Policía de Nueva York, fue arrestado y trasladado a un hospital para recibir tratamiento médico. La escena del ataque se encontraba a unas manzanas de distancia del National September 11 Memorial & Museum, el monumento conmemorativo a las víctimas de los atentados del 11 de septiembre de 2001.

## Víctimas

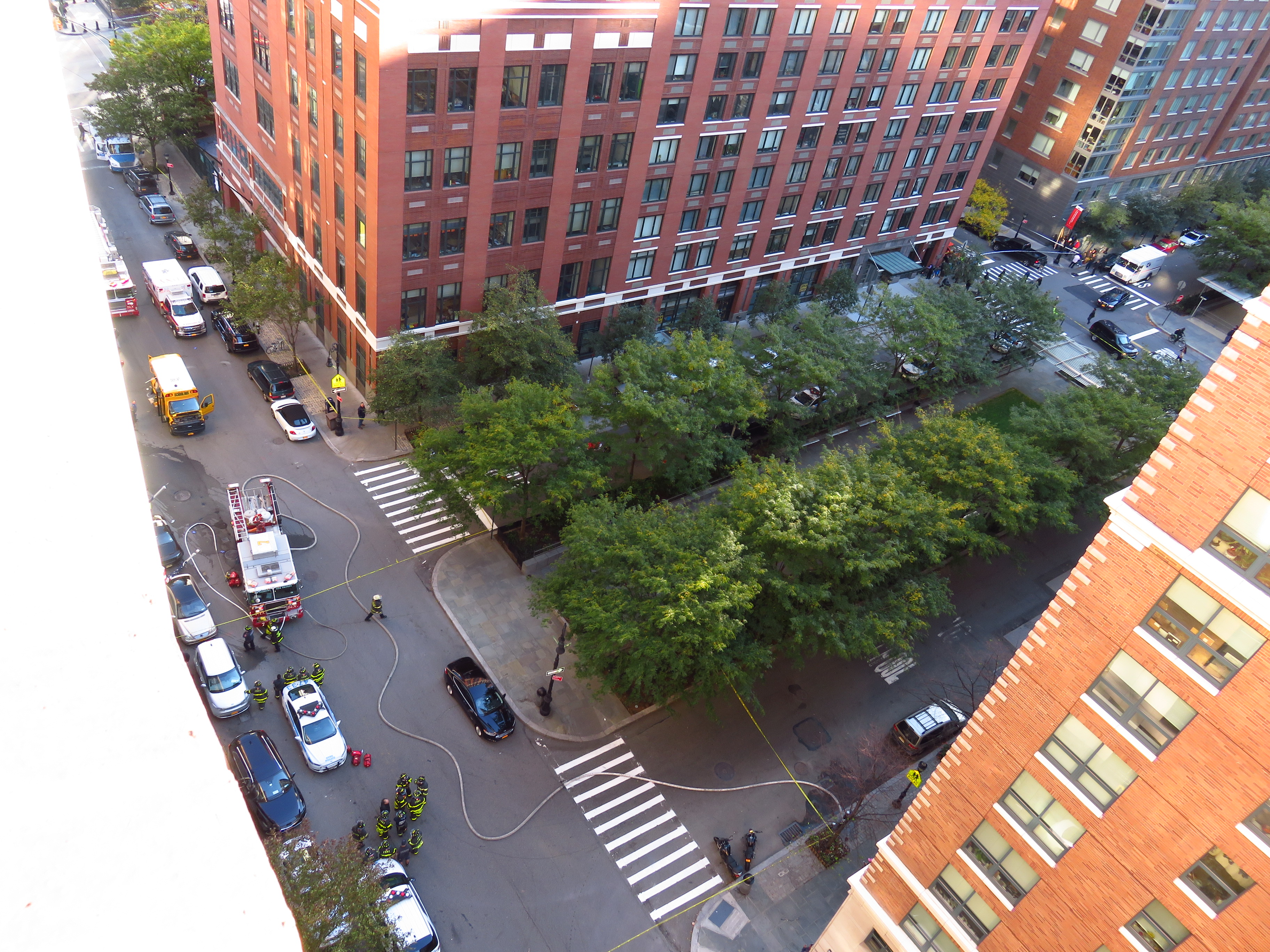
Lugar del ataque desde arriba.

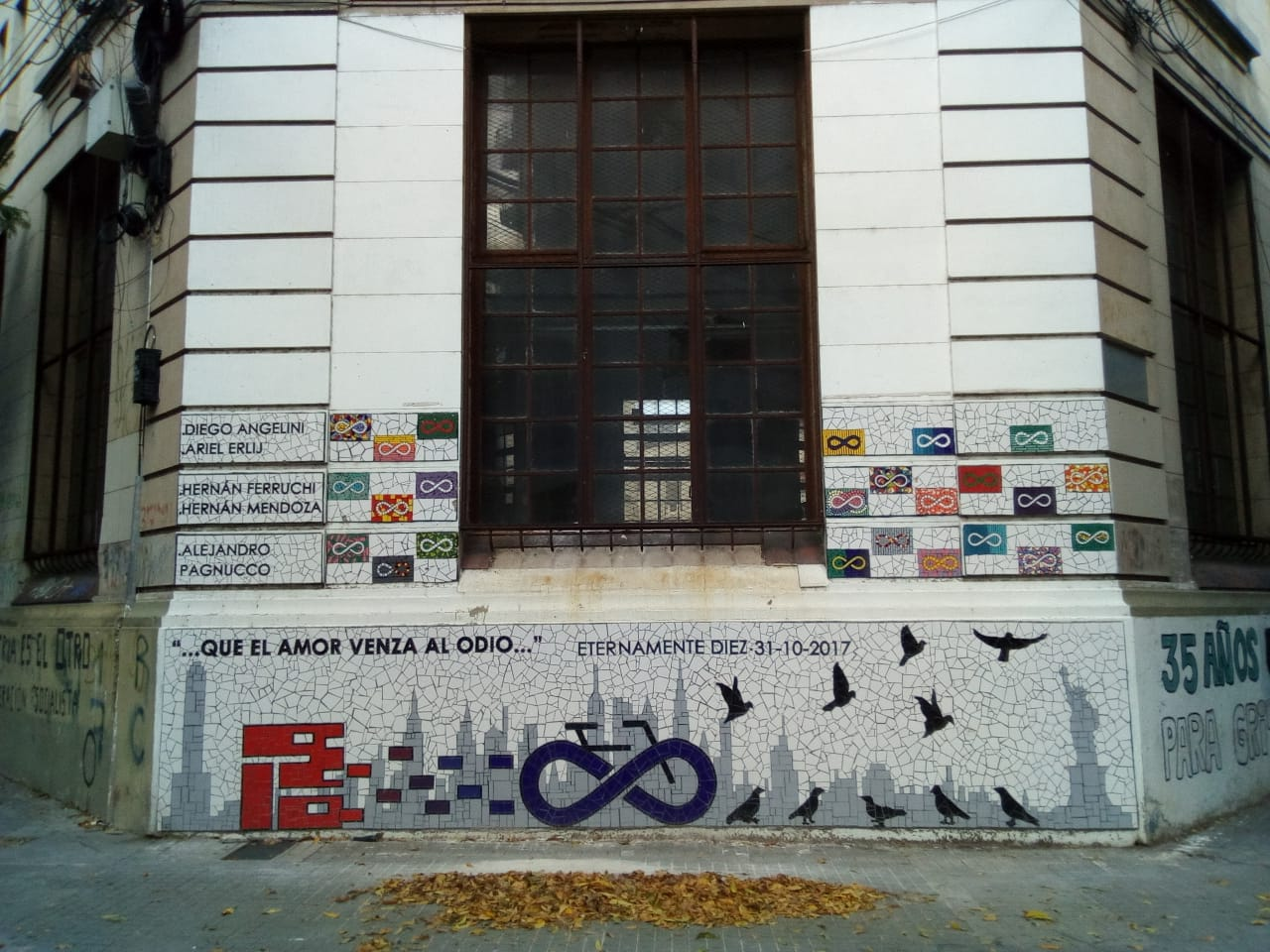
Mural homenaje a las víctimas rosarinas del atentado terrorista de Nueva York el 31 de octubre de 2017. Instituto Politécnico Superior General San Martín. Rosario, Argentina

Ocho personas fueron asesinadas y más de doce fueron heridas en este incidente, al que Bill de Blasio, el alcalde de Nueva York, se refirió como un «acto de terror particularmente cobarde». Dos de las víctimas mortales eran estadounidenses: Darren Drake era originario de Nueva Jersey y Nicholas Cleves, de Lower Manhattan. Las otras seis eran extranjeras: cinco eran de nacionalidad argentina y una era belga. Las cinco víctimas argentinas (Diego Angelini, Ariel Erlij, Hernán Ferruchi, Hernán Mendoza y Alejandro Pagnucco), eran parte de un grupo de diez antiguos compañeros del Instituto Politécnico Superior de la ciudad de Rosario, que estaban celebrando su trigésimo aniversario de graduación. Un sexto miembro del grupo, Martín Marro, tuvo que ser internado en el hospital presbiteriano de Nueva York por sus heridas hasta que fue dado de alta una semana después y regresó a Boston, su ciudad de residencia. La Cancillería argentina confirmó la misma noche del ataque la identidad de las víctimas y expresó sus condolencias. La víctima belga, Ann-Laure Decadt, era una mujer de 31 años oriunda de Staden, que se encontraba de vacaciones con su madre y dos hermanas. Además, desde el Ministerio de Relaciones Exteriores belga se confirmó que otras tres víctimas belgas se encontraban entre los heridos.
| Nacionalidad   | Muertos | Heridos      |
| -------------- | ------- | ------------ |
| Argentina      | 5       | 1            |
| Estados Unidos | 2       | 8            |
| Bélgica        | 1       | 2            |
| Uzbekistán     | 0       | 1 (atacante) |

## Atacante
El sospechoso del ataque, Sayfullo Saipov, de 37 años, nació en Taskent, Uzbekistán y vivió allí hasta 2006 cuando su familia vendió la casa. En 2010, se mudó a los Estados Unidos y consiguió la residencia permanente (green card) gracias al Programa de Lotería de Visas de Diversidad. Había residido en Stow, Ohio antes de mudarse a Tampa, Florida y más tarde a Patterson, Nueva Jersey. El sospechoso había trabajado en Nueva Jersey como conductor para la compañía de transporte Uber durante seis meses. Los registros públicos también mostraban que tenía licencia para conducir camiones y que había recibido multas de tráfico en Maryland en 2011, en Pensilvania en 2012 y 2015 y en Misuri en 2016, mientras manejaba un camión articulado. Allegados a Saipov lo describieron como una persona un «poco agresiva» pero que no era «muy religiosa». Un predicador de la mezquita a la que Saipov asistía en Tampa afirmó que era devoto a las prácticas del Islam y tenía sentimientos sobre las problemáticas de la comunidad musulmana, pero que nunca había hablado sobre cometer violencia. Saipov estaba casado con una mujer también de origen uzbeko con la que tenía tres hijos.

### Influencia del Estado Islámico

El decaimiento protagónico del Estado Islámico como actor importante en el mundo islámico debido a la guerra mundial declarada contra ellos ha provocado que varios milicianos vuelvan a sus países de origen que se encuentran principalmente en África, Europa, Asia y América del Norte.

Los primeros reportes sugerían que el sospechoso estaba «autorradicalizado». John Miller, el vicecomisario del Departamento de Policía de Nueva York, afirmó que el sospechoso lo hizo «en el nombre de ISIS». Añadió que al parecer el sospechoso había seguido las instrucciones del grupo terrorista en redes sociales sobre cómo llevar adelante ataques con vehículo. Por esta y otras razones, el gobierno de Estados Unidos considera a Saipov como un «combatiente enemigo», lo que puede afectar a los procesos legales de su condena, mientras que el presidente Donald Trump barajó la posibilidad de enviarlo al centro de detención de Guantánamo.
Saipov fue acusado de terrorismo por la fiscalía de Nueva York. Mientras estaba detenido, se le dio la advertencia Miranda pero descartó voluntariamente esos derechos y les dijo a sus interrogadores que había elegido deliberadamente el día de Halloween para realizar el ataque porque sabía que iba a haber mucha gente en la calle. Además afirmó que se había inspirado al ver vídeos de Abu Bakr al-Baghdadi en los que preguntaba qué están haciendo los musulmanes para vengar a los muertos de Irak. Según los fiscales, en sus dos teléfonos móviles había 90 vídeos y 3 800 fotos, muchas de ellas propaganda relacionada con el Estado Islámico.
Finalmente, el viernes 3 de noviembre, el Estado Islámico reclamó la autoría del atentado.

## Reacciones
Los jefes de Estado de Estados Unidos y el mundo rechazaron, condenaron y expresaron su solidaridad con el pueblo estadounidense y también al argentino, pues este es el que tuvo más víctimas.
- Estados Unidos: Donald Trump en su cuenta de Twitter dijo que «En la ciudad de Nueva York, parece otro ataque de una persona muy enferma y desvariada. El cumplimiento de la ley lo está siguiendo de cerca. ¡NO EN LOS EE.UU.!». Por otro lado, el expresidente de la nación, Barack Obama dijo que «Michelle y yo estamos pensando en las víctimas del ataque de hoy en Nueva York y en todos los que nos mantienen a salvo. Los neoyorquinos son tan duros que resisten». Asimismo, otros políticos de la unión americana rechazaron el atentado y expresaron sus condolencias con la ciudad de Nueva York.
- Argentina: El presidente argentino, Mauricio Macri pidió el compromiso de todos para luchar contra el terrorismo. Asimismo, condenó el atentado y expreso su apoyo a las familias de las víctimas, que en su mayoría eran argentinas. El gobierno decretó dos días de duelo nacional y rindió homenaje a las víctimas en la ciudad de Rosario.[33]
- Francia: El presidente de Francia, Emmanuel Macron, envió un mensaje a Estados Unidos y aseguró que «transmito la emoción y solidaridad de Francia a Nueva York y Estados Unidos. Nuestro combate por la libertad nos une más que nunca»[34]
- España: El presidente del Gobierno español, Mariano Rajoy, indicó que «En estos difíciles momentos en #Manhattan, nos sentimos cerca del pueblo norteamericano. Nuestro apoyo, afecto y sentidas condolencias».[34]
- México: El presidente de México, Enrique Peña Nieto, también expresó su solidaridad ante «los trágicos acontecimientos registrados esta tarde en Nueva York».
- Colombia: El presidente Juan Manuel Santos expresó su solidaridad con las víctimas y sus familiares, además de condenar el atentado terrorista.[35]
- Brasil: «Brasil expresa su pesar a las familias de las víctimas fatales, extiende votos de rápida recuperación a los heridos y transmite su solidaridad al pueblo y al Gobierno de los Estados Unidos y de Argentina», indicó en un comunicado el Ministerio de Relaciones Exteriores brasileño.
- China: China manifestó su condena al ataque ocurrido también a cualquier forma de terrorismo, que consideró el enemigo común de la humanidad.[36]
- Alemania: El Gobierno alemán expreso su consternación por el que llamaron “pérfido atentado sin sentido” y expreso su solidaridad con Estados Unidos.[37][34] Además, la canciller Angela Merkel envió un telegrama a Donald Trump expresando su apoyo.[38]

- Santa Sede: El papa Francisco condenó el atentado diciendo que fue un «acto de locura y que utilizan el nombre de Dios para sembrar la muerte».[39]
- Irán: El Gobierno iraní condenó el atentado, pero culpó a los Estados Unidos de apoyar al terrorismo.[40]
- Rusia: "Expresamos nuestras condolencias, es un ataque trágico e inhumano", señaló el portavoz del Kremlin, Dmitri Peskov.
- Portugal: El presidente de Portugal, Marcelo Rebelo de Sousa, se mostró consternado y mandó sus condolencias al presidente Donald Trump y transmitió sus condolencias al pueblo de Estados Unidos.[41]
- Israel: El primer ministro de Israel, Benjamin Netanyahu, transmitió sus condolencias al presidente Mauricio Macri por el atentado terrorista.[42]